# Flavoparmelia soredians
Flavoparmelia soredians är en lavart som först beskrevs av William Nylander och som fick sitt nu gällande namn av Mason Ellsworth Hale. 
Flavoparmelia soredians ingår i släktet Flavoparmelia och familjen Parmeliaceae.  Arten är reproducerande i Sverige. Inga underarter finns listade i Catalogue of Life.